# Nová Ves nad Lužnicí
Nová Ves nad Lužnicí è un comune della Repubblica Ceca facente parte del distretto di Jindřichův Hradec, in Boemia Meridionale.